# You Oughta Be Here with Me
You Oughta Be Here with Me è un album in studio del cantante statunitense George Jones, pubblicato nel 1990.

## Tracce
1. Hell Stays Open (All Night Long) – 3:31 (Bobby Harden)
2. You Oughta Be Here with Me – 4:16 (Roger Miller)
3. Somebody Always Paints the Wall – 3:21 (Charles Browder, Elroy Kahanek, Nelson Larkin, Tommy Smith)
4. I Sleep Just Like a Baby – 3:36 (Jesse Chambers, Larry Jenkins, Billy Sherrill)
5. Someone That You Used to Know – 3:30 (Jack Tempchin, Bobby Whitlock)
6. I Want to Grow Old With You – 2:56 (Bobby Braddock)
7. A Cold Day in December – 3:12 (Bobby Braddock)
8. Six Foot Deep, Six Foot Down – 2:36 (Don Cook, Curly Putman, Charles Rains)
9. If the World Don't End Tomorrow – 2:40 (Billy Sherrill)
10. Ol' Red – 3:29 (Don Goodman, Bo Bohan, Mark Sherrill)